# Герб Затурців
Герб Затурців затверджений 25 грудня 2003 року п'ятнадцятою сесією Затурцівської сільської ради п'ятого скликання. Герб є промовистим.

## Опис герба
Щит перетятий лазуровою хвилястою балкою зі срібними облямівками, у верхньому червоному полі на зеленому пагорбі срібне укріплення, у нижньому зеленому — срібний тур. Щит обрамований декоративним картушем і увінчаний золотою сільською короною. Автор — І. Хамежук.
Зображення тура над хвилястою смугою вказує на назву села та його географічне розташування за рікою Турією. Пагорб з укріпленням уособлює мальовничу місцевість Городець.